# Park Chu-young
Dans ce nom coréen, le nom de famille, Park, précède le nom personnel.
Park Chu-young (Park Ju-yeong), né le 10 juillet 1985 à Daegu (Corée du Sud), est un footballeur international sud-coréen qui évolue au poste d'attaquant au FC Séoul.

## Biographie
Alors qu'il est prédestiné à être un brillant chercheur, avec un QI de 150, Park, poussé par un de ses professeurs, décide de s'inscrire dans un club de football et de devenir footballeur professionnel. Il a pratiqué pendant deux ans le taekwondo, art martial d'origine coréenne, lorsqu'il était petit.

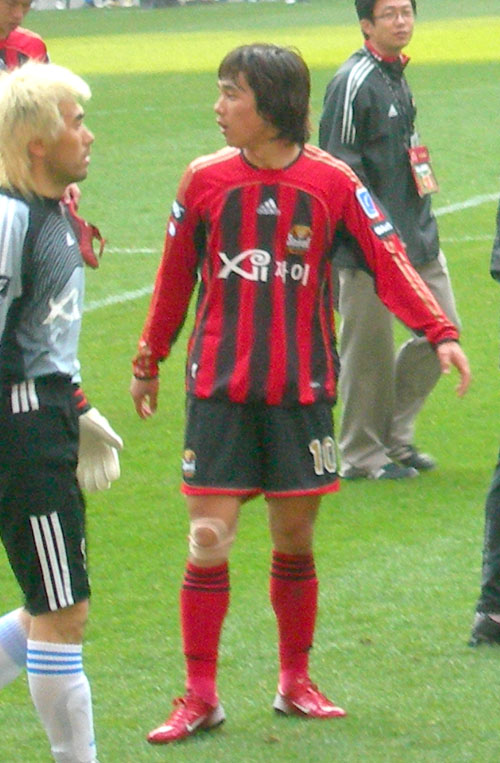
Park Chu-Young joue pour FC Seoul

Cet attaquant signe sa première sélection avec la Corée du Sud à 19 ans le 3 juin 2005 en inscrivant le but égalisateur du 1-1 en Ouzbékistan, match décisif pour les qualifications pour la Coupe du monde 2006.
Fin août 2008, il s'engage pour quatre ans avec l'AS Monaco. Le montant de son transfert est évalué à deux millions d'euros. Dès sa première titularisation, le 13 septembre 2008, il marque son premier but et signe sa première passe décisive sous les couleurs de l'AS Monaco face à Lorient et récidive le 2 novembre au Havre. Il s'imposera par la suite, plus comme un passeur, grâce notamment à sa vivacité et son intelligence de jeu. Il est d'ailleurs impliqué dans de nombreux buts grâce à sa qualité de passe et sa vision du jeu.
Il reçoit le trophée METRO du meilleur joueur de l'AS Monaco pour le mois d'octobre 2008.
Park, auteur d'une première saison en Europe très convaincante, attire les convoitises notamment de Fulham en approche de la fin de saison et du Mercato Estival. Il déclare être heureux à Monaco après avoir pris connaissance de cela.
La première moitié de sa saison 2009-2010 est très positive puisqu'il inscrit 6 buts en 16 matchs de championnat, soit un but de plus que son total de l'année précédente. Il fait désormais partie des piliers de l'équipe monégasque avec Stéphane Ruffier. Il reçoit le trophée METRO du meilleur joueur de l’AS Monaco pour le mois de décembre 2009 et est déclaré indispensable à l'équipe par Guy Lacombe et de nombreux analystes. Blessé face à Bordeaux en Coupe de France, il est indisponible pendant un mois. Après cette blessure, Monaco enchaîne deux défaites consécutives.
Après sa très bonne Coupe du monde, il rencontre le président Lee Myung-bak avec le reste de l'équipe. À peine rentré à Monaco, il est courtisé par plusieurs équipes anglaises mais préfère rester sur le Rocher.
Parfois cantonné au poste de milieu gauche par Guy Lacombe en raison de l'arrivée de Dieumerci Mbokani sur le Rocher, le Coréen retrouve parfois l'axe avec grand succès (en témoigne son doublé contre l'AS Nancy Lorraine). Malgré cette remontée en puissance, les dirigeants acceptent de le laisser rejoindre sa sélection aux Jeux asiatiques de 2010. Le 16 avril 2011, Park atteint la barre des 12 buts en Ligue 1 après son but face à l'OGC Nice mais le club monégasque est relégué en Ligue 2 à l'issue de la saison.

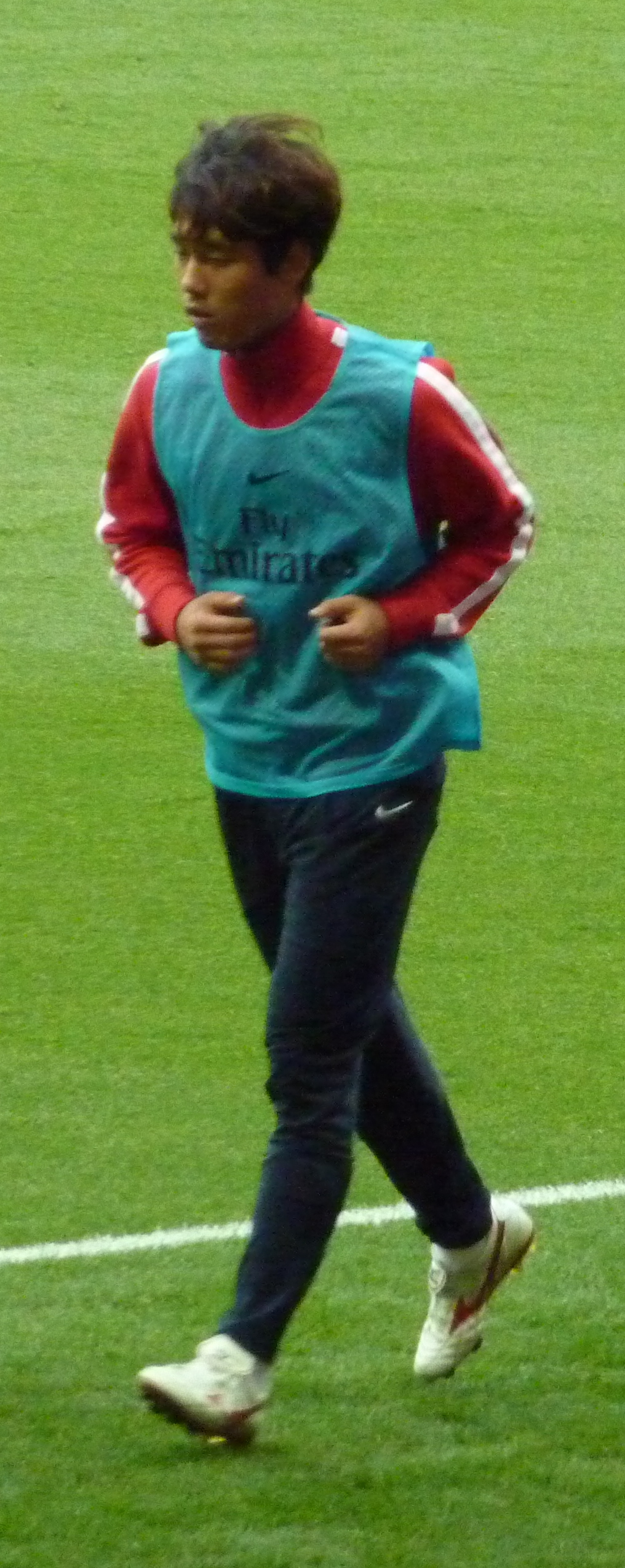
Park Chu-Young a Arsenal

Le 30 août 2011, Park quitte la Principauté pour s'engager en faveur d'Arsenal, le transfert étant évalué à 3,5 millions d'euros (réévalué à 6,5 millions d'euros en mars 2012 car son service militaire a été reporté). Il fait ses débuts avec les Gunners le 20 septembre suivant lors de la victoire (3-1) de son équipe contre Shrewsbury Town en League Cup. Le 25 octobre, il marque son premier but londonien lors du huitième de finale de League Cup face à Bolton (2-1).
Barré par la concurrence, Park ne prend part qu'à six matchs (un but) en équipe première et évolue régulièrement avec la réserve des Gunners lors de la saison 2011-2012. Le 31 août 2012, il est prêté pour une saison au Celta de Vigo dans le but d'accumuler du temps de jeu. En janvier 2014, il est prêté à Watford.
En 2015, Park s'engage avec le FC Séoul et retourne dans son premier club professionnel pour lequel il a joué de 2005 à 2008 où il a marqué 35 buts en 96 matchs. Il marque son premier but de la saison sur penalty le 12 avril 2015 face à Incheon United pour le compte de la cinquième journée de K-League Classic qui s'est terminé sur un nul 1-1 .

## Statistiques
| Club           | Saison         | Championnat | Championnat | Championnat | Coupes nationales | Coupes nationales | Coupes nationales | Coupes continentales | Coupes continentales | Coupes continentales | Total  | Total | Total  |
| Club           | Saison         | Matchs      | Buts        | Passes      | Matchs            | Buts              | Passes            | Matchs               | Buts                 | Passes               | Matchs | Buts  | Passes |
| -------------- | -------------- | ----------- | ----------- | ----------- | ----------------- | ----------------- | ----------------- | -------------------- | -------------------- | -------------------- | ------ | ----- | ------ |
| FC Séoul       | 2005           | 19          | 12          | 3           | 13                | 6                 | 1                 | -                    | -                    | -                    | 32     | 18    | 4      |
| FC Séoul       | 2006           | 26          | 7           | 1           | 6                 | 3                 | 0                 | -                    | -                    | -                    | 32     | 10    | 1      |
| FC Séoul       | 2007           | 11          | 2           | 0           | 4                 | 3                 | 0                 | -                    | -                    | -                    | 15     | 5     | 3      |
| FC Séoul       | 2008           | 13          | 2           | 0           | 4                 | 0                 | 0                 | -                    | -                    | -                    | 17     | 2     | 4      |
| FC Séoul       | Total          | 69          | 23          | 16          | 27                | 12                | 4                 | -                    | -                    | -                    | 96     | 35    | 20     |
| AS Monaco      | 2008-2009      | 31          | 5           | 5           | 4                 | -                 | 1                 | -                    | -                    | -                    | 35     | 5     | 6      |
| AS Monaco      | 2009-2010      | 27          | 8           | 3           | 6                 | 1                 | -                 | -                    | -                    | -                    | 33     | 9     | 3      |
| AS Monaco      | 2010-2011      | 33          | 12          | 0           | 2                 | -                 | -                 | -                    | -                    | -                    | 35     | 12    | -      |
| AS Monaco      | Total          | 91          | 25          | 8           | 12                | 1                 | 1                 | -                    | -                    | -                    | 103    | 26    | 9      |
| Arsenal        | 2011-2012      | 1           | -           | -           | 3                 | 1                 | -                 | 2                    | -                    | -                    | 6      | 1     | -      |
| Arsenal        | Total          | 1           | -           | -           | 3                 | 1                 | -                 | 2                    | -                    | -                    | 6      | 1     | -      |
| Celta de Vigo  | 2012-2013      | 20          | 3           | 1           | 4                 | 1                 | 0                 | -                    | -                    | -                    | 24     | 4     | 1      |
| Celta de Vigo  | Total          | 20          | 3           | 1           | 4                 | 1                 | 0                 | -                    | -                    | -                    | 24     | 4     | 1      |
| Total carrière | Total carrière | 181         | 51          | 25          | 46                | 15                | 3                 | 2                    | -                    | -                    | 229    | 66    | 30     |

Dernière mise à jour le 18 novembre 2012

## Sélection nationale
Park fait partie du groupe sud-coréen participant au Mondial 2006 en Allemagne mais ne dispute qu'une rencontre.
Quatre ans plus tard, Park participe activement à la qualification de la Corée du Sud pour la Coupe du monde 2010 en finissant meilleur buteur de son équipe. Il est l'un des piliers de sa sélection durant le Mondial après avoir eu le temps d'acquérir l'expérience requise pour cette compétition. Il marque un but contre son camp lors du match contre l'Argentine (défaite 4-1) mais il se rattrape au match suivant contre le Nigeria en inscrivant un magnifique coup franc à l'entrée de la surface. Ce but permet à son équipe de se qualifier pour les huitièmes de finale, où la Corée s'incline contre l'Uruguay (2-1).
En novembre 2010, il remporte la médaille de bronze aux Jeux asiatiques de 2010 en tant que wild card avec l'équipe de Corée du Sud des moins de 23 ans. Il termine meilleur buteur de son équipe avec quatre buts en six rencontres disputées.
Il fait initialement partie de la liste des 23 joueurs retenus pour disputer la Coupe d'Asie des nations 2011 au Qatar du 7 au 23 janvier 2011 mais doit finalement déclarer forfait en raison d'une blessure au genou en célébrant son but lors de la victoire de l'AS Monaco contre Sochaux (2-1) le 22 décembre 2010. Cette absence est un vrai coup dur pour le joueur mais aussi pour les Guerriers Taeguk.
Â la suite des retraites internationales de Park Ji-sung et Lee Young-pyo après la Coupe d'Asie en janvier 2011, Park Chu-young récupère le brassard de capitaine et est désormais le leader d'une équipe en plein rajeunissement. Il perd cependant son brassard quelques mois plus tard en raison de son manque de temps de jeu à Arsenal.
Lors de l'été 2012, il participe aux Jeux olympiques à Londres avec la Corée du Sud. Les joueurs sud-coréens remportent la médaille de bronze face au Japon (2-0). Au total, Park dispute six matchs et marque deux buts lors de cette compétition.
Il est convoqué par le sélectionneur Hong Myung-bo pour disputer Coupe du monde 2014 de façon controversée, Park Chu-young n'ayant disputé quasiment aucun match dans la saison 2013-2014. Il débute sur le terrain les matchs contre la Russie et l'Algérie. Sa prestation a été désastreuse lors des deux matchs. Park Chu-young ne trouve jamais le cadre sur l'ensemble de son temps de jeu. Il est remplacé lors des deux rencontres et ne jouera pas le troisième match contre la Belgique. De toute la sélection coréenne, taxée de critiques, Park Chu-young, totalement fantomatique et transparent dans la compétition, est de loin le plus critiqué.

### Buts en sélection
| Buts | Date             | Lieu        | Adversaire          | Score | Résultat | Compétition                       |
| ---- | ---------------- | ----------- | ------------------- | ----- | -------- | --------------------------------- |
| 1.   | 3 juin 2005      | Tachkent    | Ouzbékistan         | 1-1   | 1-1      | Éliminatoires Coupe du monde 2006 |
| 2.   | 8 juin 2005      | Koweït City | Koweït              | 1-0   | 4-0      | Éliminatoires Coupe du monde 2006 |
| 3.   | 21 janvier 2006  | Riyad       | Grèce               | 1-1   | 1-1      | LG Cup 2006                       |
| 4.   | 25 janvier 2006  | Riyad       | Finlande            | 1-0   | 1-0      | LG Cup 2006                       |
| 5.   | 1er mars 2006    | Séoul       | Angola              | 1-0   | 1-0      | Match amical                      |
| 6.   | 17 février 2008  | Chongqing   | Chine               | 0-1   | 2-3      | Coupe d'Asie de l'Est 2008        |
| 7.   | 17 février 2008  | Chongqing   | Chine               | 2-2   | 2-3      | Coupe d'Asie de l'Est 2008        |
| 8.   | 31 mai 2008      | Séoul       | Jordanie            | 2-0   | 2-2      | Éliminatoires Coupe du monde 2010 |
| 9.   | 7 juin 2008      | Amman       | Jordanie            | 0-1   | 0-1      | Éliminatoires Coupe du monde 2010 |
| 10.  | 19 novembre 2008 | Riyad       | Arabie saoudite     | 0-2   | 0-2      | Éliminatoires Coupe du monde 2010 |
| 11.  | 6 juin 2009      | Dubaï       | Émirats arabes unis | 0-1   | 0-2      | Éliminatoires Coupe du monde 2010 |
| 12.  | 12 août 2009     | Séoul       | Paraguay            | 1-0   | 1-0      | Match amical                      |
| 13.  | 5 septembre 2009 | Séoul       | Australie           | 1-0   | 3-1      | Match amical                      |
| 14.  | 24 mai 2010      | Saitama     | Japon               | 0-2   | 0-2      | Match amical                      |
| 15.  | 22 juin 2010     | Durban      | Nigeria             | 2-1   | 2-2      | Coupe du monde 2010               |
| 16.  | 25 mars 2011     | Séoul       | Honduras            | 3-0   | 4-0      | Match amical                      |
| 17.  | 3 juin 2011      | Séoul       | Serbie              | 1-0   | 2-1      | Match amical                      |
| 18.  | 2 septembre 2011 | Goyang      | Liban               | 1-0   | 6-0      | Éliminatoires Coupe du monde 2014 |
| 19.  | 2 septembre 2011 | Goyang      | Liban               | 2-0   | 6-0      | Éliminatoires Coupe du monde 2014 |
| 20.  | 2 septembre 2011 | Goyang      | Liban               | 4-0   | 6-0      | Éliminatoires Coupe du monde 2014 |
| 21.  | 6 septembre 2011 | Koweït City | Koweït              | 0-1   | 1-1      | Éliminatoires Coupe du monde 2014 |
| 22.  | 11 octobre 2011  | Suwon       | Émirats arabes unis | 1-0   | 2-1      | Éliminatoires Coupe du monde 2014 |
| 23.  | 7 octobre 2011   | Dubaï       | Émirats arabes unis | 0-2   | 0-2      | Éliminatoires Coupe du monde 2014 |
| 24.  | 5 mars 2014      | Le Pirée    | Grèce               | 0-1   | 0-2      | Match amical                      |

## Palmarès

### En club
- Vainqueur de la K-League Cup en 2008.
- Finaliste de la Coupe de France en 2010.
- Championnat de Corée du Sud en 2016

### En sélection
- Champion d'Asie des moins de 19 ans en 2004
- Vainqueur de la Coupe d'Asie de l'Est en 2008
- Médaille de bronze aux Jeux asiatiques de 2010
- Médaille de bronze aux Jeux olympiques 2012.

### Distinctions personnelles
- Meilleur buteur de la Coupe d'Asie des moins de 19 ans en 2004.
- Élu meilleur espoir asiatique par l'AFC en 2004.
- Meilleur joueur monégasque du mois en octobre 2008[8], décembre 2009[9], novembre[10] et décembre 2010[11].